# 羽なしティンカー・ベル
『羽なしティンカー・ベル』（はねなしティンカー・ベル）は柳沢きみおによる日本の漫画作品。『GORO』（小学館、現在は廃刊）にて1981年から1982年にかけて連載された。単行本は小学館より3巻が発売された。

## 概要
あるきっかけで一緒になった少年と少女の葛藤と成長を描く。女の子と同室になったりとラブコメ的展開を絡めながらも、人生や将来に悩む思春期の主人公達が描かれている。

## あらすじ
松坂秀一のクラスメートである脇崎佐和子は授業中に突然「やめた」と一言叫ぶと高校を後にし、そのまま家出を決行する。脇崎に憧れていた松坂もまた高校を抜け出して彼女を追うことになる。当初は脇崎にまったく相手にされなかった松坂だが、次第に二人は打ち解けていく。しかし、その矢先に松坂の前から脇崎が姿を消えてしまう。所持金も尽きた松坂は地元へ戻ることを余儀なくされ、地元で失意の日々を過ごす。しかし彼は脇崎の事をあきらめたわけではなかった…。

## 登場人物
松坂　秀一（まつさか　しゅういち）
Y高等学校3年生。受験勉強の日々に倦怠感を覚えつつも、将来については漠然としか考えていなかった。佐和子に密かに憧れている。学校内では弱虫と言われているが、高校を抜け出した後の佐和子に対しては彼女の窮地を救うといった行動力も見せる。彼女と打ち解けていく中で自身の人生を見つけていく。
脇崎　佐和子（わきざき　さわこ）
松崎のクラスメートで学年10位内に入る才色兼備。母親との何気ない会話から人生不信に陥り、衝動的に家出を決行する。自身を追って来た松坂を当初は冷たくあしらっていたが、次第に打ち解け、一緒に旅をしようと持ち掛ける。
藤波（ふじなみ）
松坂のクラスの委員長。佐和子が消え、地元に帰ってきた松坂の様子を見に来る。藤波も密かに佐和子に片想いしていたことから松坂と打ち解け、佐和子の行方を探そうとする松坂に交通費を貸したりと手助けをすることになる。『月とスッポン』からのゲスト出演だが、官僚を目指すために東大を目指すなど、設定が変えられている。
久江（ひさえ）
奈良、法隆寺の近くにある食堂の娘。高校2年生。隣家の幼馴染に片想いをしており、自身の境遇と重なることから、佐和子を追って来た松坂の手助けをすることになる。
仁清堂の息子
陶芸に興味を持った佐和子が山際舞に弟子入りするまで、彼の店で働いていた。佐和子に告白するが、それは同時に彼女が陶芸家をやめる事を意味していたため、拒まれる。2巻では浩、3巻では政彦と表記されている。
後藤（ごとう）
松坂の地元にある山で焼き物をしている陶芸家。故郷に戻ってきた松坂と脇崎は、彼の本焼きを見学する。
山際　舞（やまぎわ　まい）
佐和子の師匠。脇崎が仁清堂の息子を振ってからは辛く当るようになる。
倉井　美和子（くらい　みわこ）
松坂が進学した京都の大学の同級生。松坂から片想いの悩みを明かされるうちに彼へ想いを寄せるようになり、後に恋仲となる。